# Husův sbor (Vratimov)
Husův sbor ve Vratimově je křesťanský sbor a kostel Církve československé husitské ve Vratimově v okrese Ostrava-město v Moravskoslezském kraji.

## Další informace
Projekt budovy vytvořil ostravský architekt a stavitel Otmar Pazourek. Kostel se začal stavět svépomocí v říjnu 1923 a dne 16. listopadu 1924 byl Husův sbor slavnostně otevřen. Stavba byla financována většinou ze sbírek. Ve věži kostela jsou tři zvony.  Varhany zakoupili věřící v roce 1951 a v roce 2004 opraveny. Budova svou jednoduchou elegancí patří k významným vratimovským stavbám. Sbor slouží věřícím Církve československé husitské, má vynikající akustiku a proto bývá občasně využíván ke konání koncertů a dalších společenských akcí.
Před hlavním vchodem se nachází malý park s pomníkem obětem 1. světové války.

## Galerie

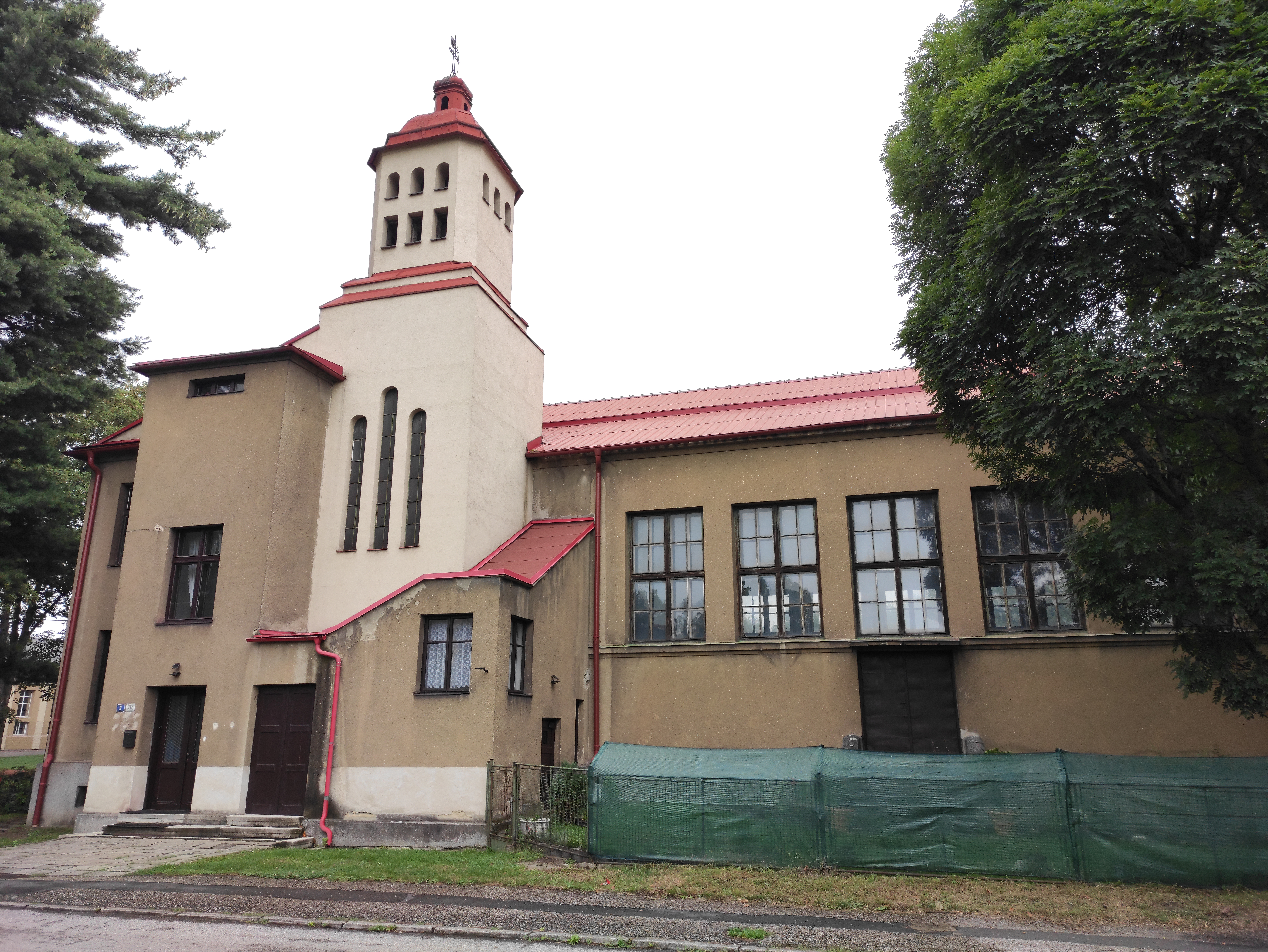
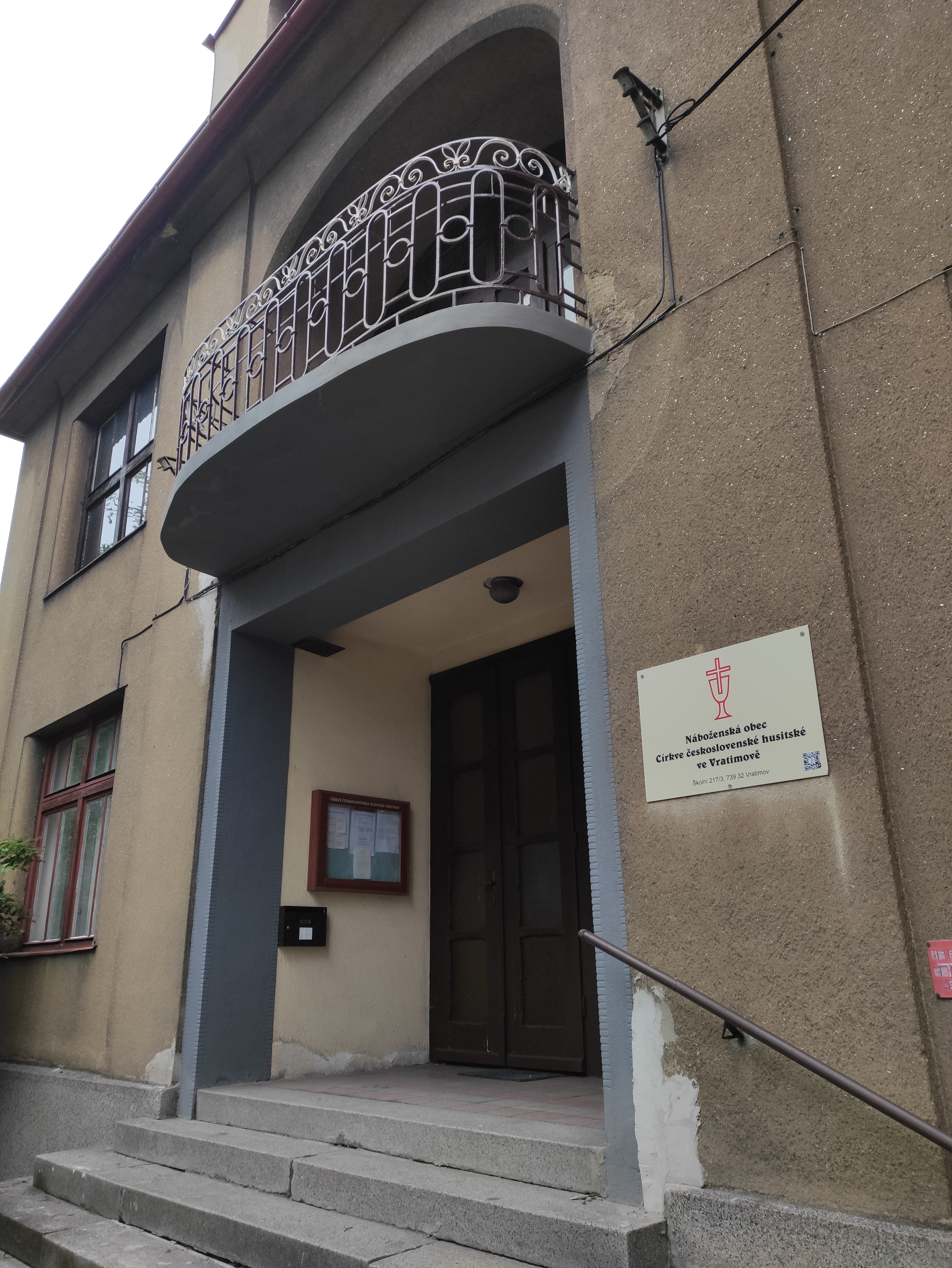
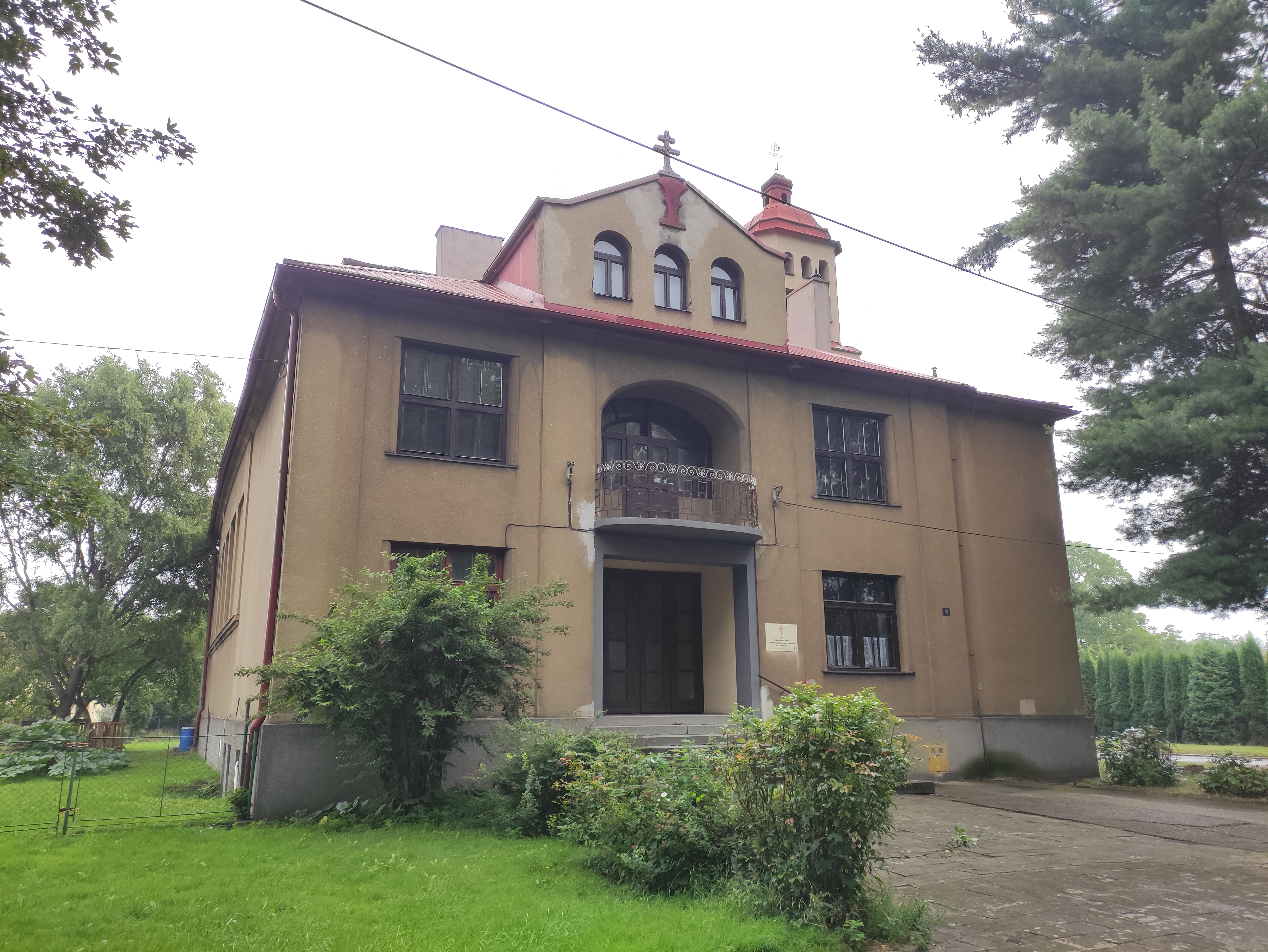